# Jarabe de fruta

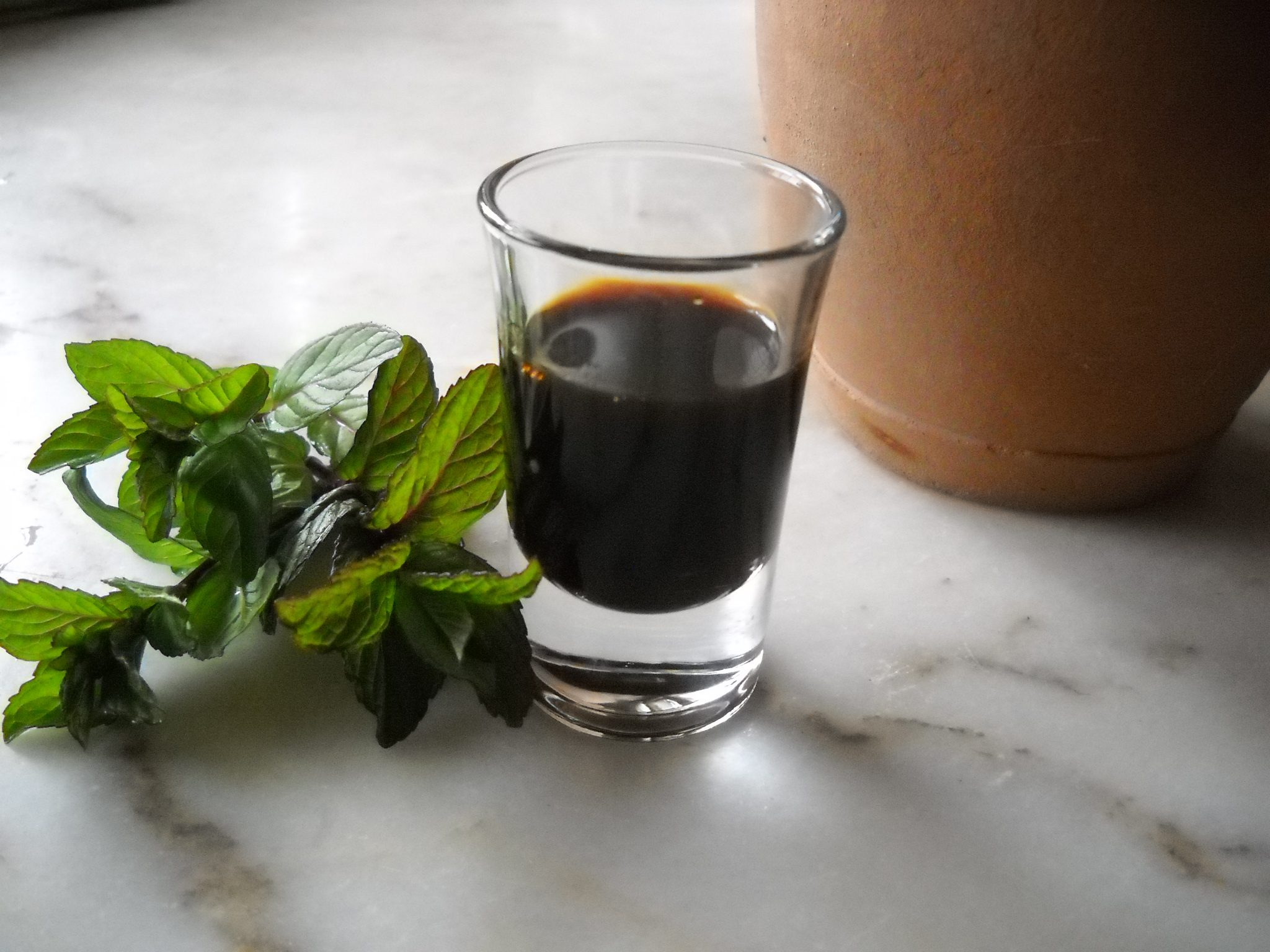
Pekmez (Üzüm Pekmezi), un jarabe turco hecho de uvas o de algarroba.

El jarabe, melaza o sirope de fruta es un jugo de fruta que ha sido concentrado mediante un proceso culinario llamado reducción, obteniendo un líquido espeso que es utilizado en diversas gastronomías como endulzante.
Los jarabes de frutas han sido utilizados en diversas culturas en diversos periodos históricos:
- En la cocina india, drakshasava;
- En la antigua cocina romana, defrutum, carenum, y sapa;
- En la antigua cocina griega, epsima;
- En la cocina otomana, pekmez;
- En la cocina griega, petimezi;
- En la cocina árabe, rub, jallab.

También hay productos específicos que contienen melaza de fruta como ingrediente, como el churchkhela georgiano, un caramelo hecho de mosto de uva y frutos secos
En la industria alimentaria moderna, a menudo se elaboran siropes a partir de frutas menos caras que la uva, como manzanas, peras o piñas. También son muy frecuentes en la elaboración de cócteles, especialmente cócteles tropicales.